# Aggteleki-karszt
Aggteleki-karszt är en bergskedja i Ungern, på gränsen till Slovakien. Den ligger i den norra delen av landet, 150 km nordost om huvudstaden Budapest.